# Tulia
Tulia (Тулья) — польський жіночий музичний гурт, який виконує фольклорну музику. Гурт був створений у 2017 році в Щецині, Польща. У складі чотири вокалістки: Йоанна Сінкевич, Домініка Сепка, Патриція Новіцька та Тулія Бічак, ім'ям якої названо колектив. 
Лауреати конкурсу «Прем'єр» 55-го Національного фестивалю польської пісні в Ополі, а також лауреати 25-ї музичної премії «Фридерик» у номінації «Фонографічний дебют року». Представляли Польщу на 64-му пісенному конкурсі «Євробачення» з піснею «Fire of Love» (пол. Pali się).
Гурт використовує техніку співу білим голосом.

## Історія гурту
«Tulia» була заснована 2017 року у польському місті Щецині. У жовтні того року гурт записав та опублікував фольклорну кавер-версію на хіт Depeche Mode «Enjoy the Silence». У лютому 2018 року вони випустили на цю пісню кліп, що набрав понад 2,5 мільйона переглядів на YouTube. У цьому ж місяці вони презентували відеокліп на кавер-версію пісні Давіда Подсядло Nieznajomy. Кліп отримав понад 7 мільйонів переглядів.
25 травня 2018 року гурт опублікував свій дебютний однойменний альбом «Tulia», до якого увійшли авторські композиції та кавер-версії польських виконавців, таких як: Анна Домбровська («Nigdy więcej nie tańcz ze mną»), Kayah («To nie ptak»), Северин Краєвський («Uciekaj moje serce»), «Obywatel GC» («Nie pytaj o Polskę»), «O.N.A» («Kiedy powiem sobie dość»), Давід Подсядло («Nieznajomy») та «Wilki» («Eli lama sabachtani»). Альбом, розповсюджений Universal Music Polska, посів 7-ме місце у списку 50 кращих продажів у Польщі та став платиновим, продавши понад 30 000 примірників.
9 червня на конкурсі «Прем'єр» 55-го Національного фестивалю польської пісні в Ополі гурт презентував нову композицію «Jeszcze Cię nie ma», за яку отримав три статуетки: від журі, від глядачів, а також спеціальну нагороду від організації «ZAiKS». Сингл «Wstajemy już» став саундтреком серіалу «Знаки» (пол. Znaki), що вийшов на польському телеканалі AXN. 16 листопада їх дебютний альбом був перевиданий з п'ятьма новими піснями: «Trawnik» (feat. Kasia Kowalska), «Nie Zabieraj», «Dreszcze», «Nasza kołysanka» (feat. Marcin Wyrostek) та «Pali się», до якої 23 листопада вийшов кліп. У грудні вони опублікували відео на пісню «Nothing Else Matters» гурту «Metallica».

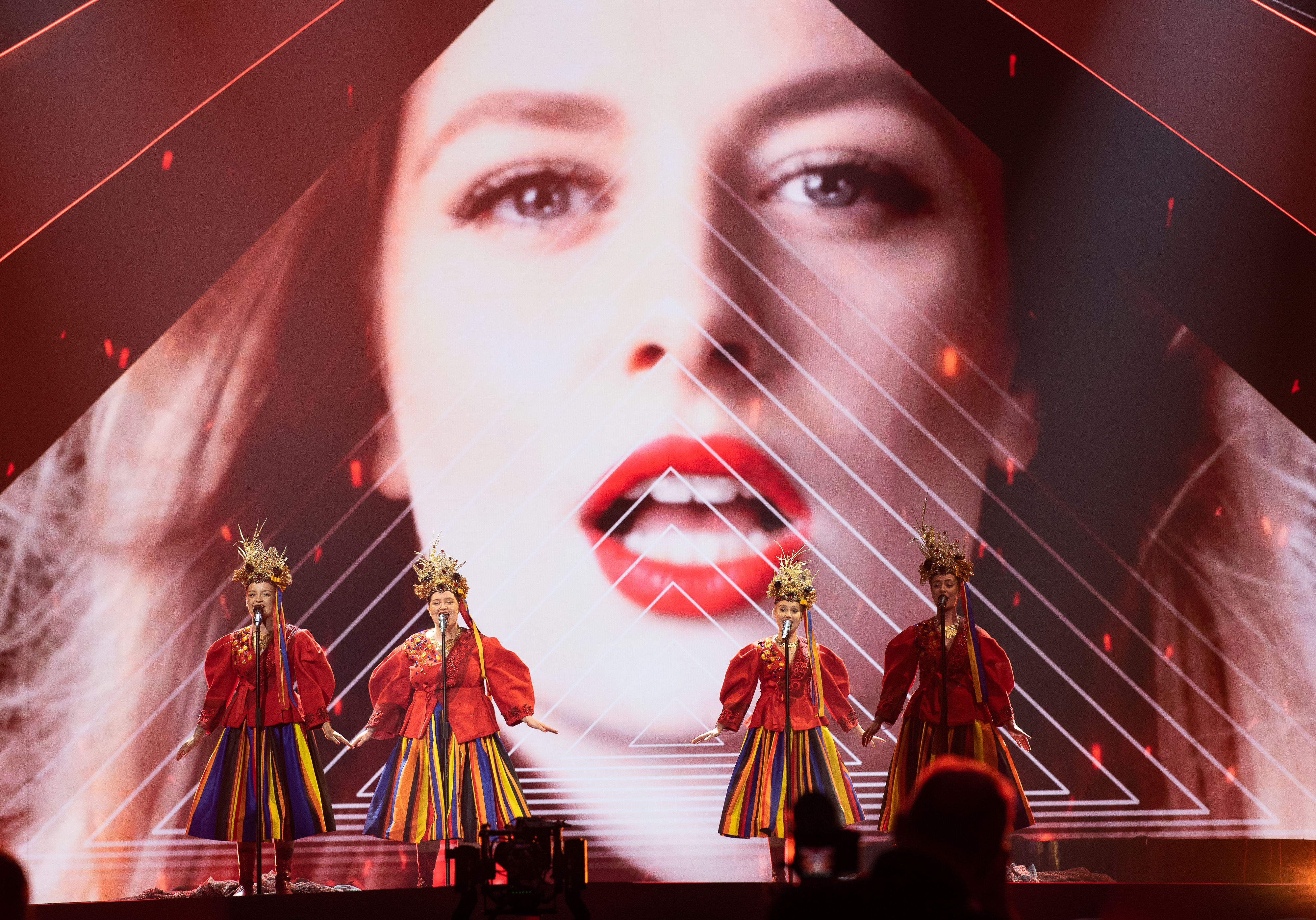
Гурт на репетиції півфіналу «Євробачення-2019»

15 лютого 2019 року стало відомо, що «Tulia» представлятиме Польщу на 64-му пісенному конкурсі «Євробачення» у Тель-Авіві, а вже 8 березня була представлена англо-польська пісня «Fire of Love» (пол. Pali się), з якою вони брали участь у конкурсі. Того ж місяця гурт був номінований на 25-ту польську музичну премію «Фридерик» у двох категоріях, «Нове виконання» за кавери з альбому «Tulia» та «Фонографічний дебют року» (у цій категорії гурт переміг). 14 травня відбувся перший півфінал конкурсу «Євробачення», у якому гурт зайняв 11-те місце, проте не потрапив до фіналу.

## Дискографія

### Студійні альбоми
| Рік  | Назва | Деталі                                                                                         | Найвища позиція в чарті | Сертифікації               | Продажі        |
| Рік  | Назва | Деталі                                                                                         | POL                     | Сертифікації               | Продажі        |
| ---- | ----- | ---------------------------------------------------------------------------------------------- | ----------------------- | -------------------------- | -------------- |
| 2018 | Tulia | - Дата: 25 травня 2018 року - Поширення: Universal Music Polska - Формат: CD , Digital , Vinyl | 7                       | - POL : платинова пластина | - POL: 30 000+ |

### Сингли
| Рік                                     | Назва                | Найвища позиція в чарті | Найвища позиція в чарті | Альбом                     |
| Рік                                     | Назва                | LP3                     | SLiP                    | Альбом                     |
| --------------------------------------- | -------------------- | ----------------------- | ----------------------- | -------------------------- |
| 2017                                    | «Enjoy the Silence»  | —                       | —                       | Tulia (+ повторне видання) |
| 2018                                    | «Nieznajomy»         | —                       | —                       | Tulia (+ повторне видання) |
| 2018                                    | «Jeszcze Cię nie ma» | 8                       | 18                      | Tulia (+ повторне видання) |
| 2018                                    | «Wstajemy już»       | —                       | —                       | Tulia (+ повторне видання) |
| 2018                                    | «Pali się»           | —                       | —                       | Tulia (+ повторне видання) |
| "—" означає, що сингл не увійшов у част |                      |                         |                         |                            |

## Нагороди та номінації
| Рік  | Премія   | Номінація                       | Результат | Дж.    |
| ---- | -------- | ------------------------------- | --------- | ------ |
| 2019 | Фридерик | Фонографічний дебют року        | Перемога  | [ 17 ] |
| 2019 | Фридерик | Нове виконання (альбом «Tulia») | Номінація | [ 17 ] |